# Vernon (Metro de Los Ángeles)
Vernon es una estación en la línea A del Metro de Los Ángeles y es administrada por la Autoridad de Transporte Metropolitano del Condado de Los Ángeles. Se encuentra localizada en Vernon (California), entre Long Beach Avenue y Vernon Avenue.

## Conexiones de autobuses
- Metro Local: 105, 611
- Metro Rapid: 705
- LADOT DASH: Pueblo Del Río, Sureste